# مارينا تسفيغون
مارينا تسفيغون (الأوكرانية: Марина Цвігун)، أو ماريا ديفي كريستوس، (من مواليد 1960) هي زعيمة طائفة دينية المعروفة أيضًا باسم "الأخوية البيضاء العظيمة". بعد انهيار الاتحاد السوفييتي، كانت هذه الحركة واحدة من أبرز حركات العصر الجديد في الجمهوريات السابقة، حيث بلغ عدد أعضائها حوالي 80 ألف عضو حسب الإحصاء الرسمي.

## سيرتها
وُلِدت في عام 1960 في ستالينو، في جمهورية أوكرانيا السوفيتية الاشتراكية التابعة للاتحاد السوفيتي. عملت كموظفة في لجنة منطقة رابطة الشباب الشيوعيين، وعملت كصحفية ومحررة في شبكة إذاعة مصنع النسيج في دونيتسك. في عام 1990 حضرت محاضرات ألقاها يوري كريفونوغوف، المؤسس المشارك لـ"الأخوية البيضاء"، الذي ادعى أن تسفيغون هي المسيح الجديد وأصبح "الكاهن الأعلى" للإخوانية البيضاء العظيمة فيما بعد. وكان مطلوبًا من الأعضاء التخلي عن علاقاتهم العائلية والتبرع بالأموال والممتلكات للأخوية. ودخلت الأخوية البيضاء العظيمة في صراع مع الكنيسة الأرثوذكسية الروسية.
تنبأت تسفيجون بوقت نهاية العالم ومجيء الروح القدس في 10 نوفمبر 1993. وكان من المقرر أن يكون الحدث مصحوبًا بخطبها في كاتدرائية القديسة صوفيا. وفي اليوم المحدد، اقتحم أعضاء الأخوية كاتدرائية آيا صوفيا في كييف، لكن اعتقلتهم السلطات.
حُكم عليهم بالسجن لمدة 4 و7 سنوات. احتجت الجماعة لدى الأمم المتحدة والمحكمة الدولية. وبعد ستة أشهر، في أغسطس1997، أُطلق سراح تسفيجون كجزء من العفو الذي صدر في الذكرى السادسة لاستقلال أوكرانيا. وبعد انتهاء المدة، غيرت تسفيغون اسمها ولقبها إلى فيكتوريا فيكتوروفنا بريوبرازينسكايا وتزوجت من جون بيتر الثاني، عضو الأخوية (اسمه الحقيقي بيتر كوفالتشوك). تحت اسم فيكتوريا، وحاولت تجديد تسجيل الأخوية البيضاء الكبرى كمنظمة عامة، وهو ما رفضته السلطات.
نشرت كتيبات عقائدية بعنوان "علم الضوء وتحولاته" (متوفرة باللغة الروسية) و"الوصية الأخيرة لأم العالم"، وكلاهما كتبتهما في السجن. وفي عام 2011، أطلقت مجلة جديدة تدعى "فيكتوريا آر إيه"، وهي متاحة على موقعها الإلكتروني.